# 九十九島 (島原市)

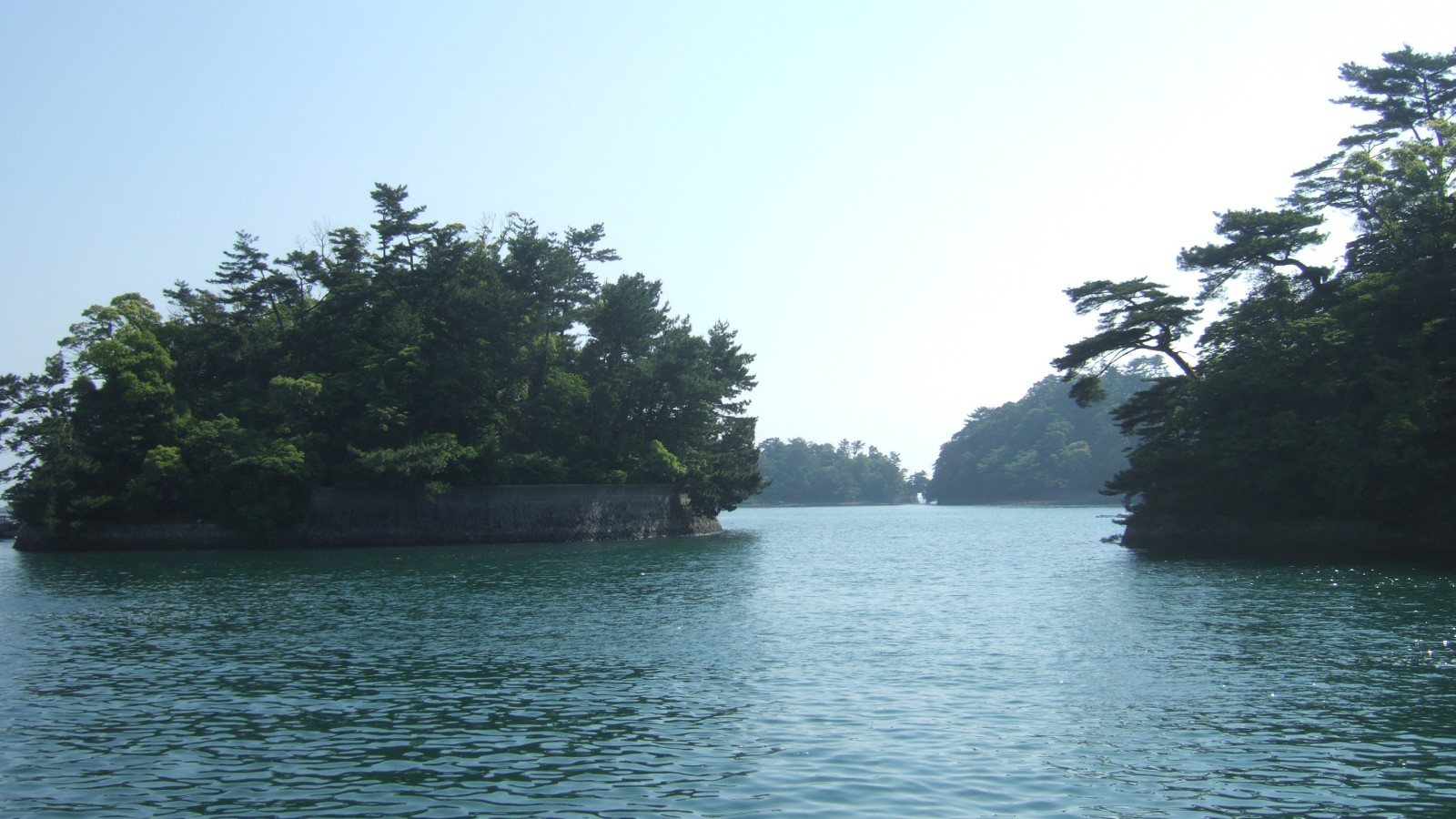
九十九島

九十九島（つくもじま）は、長崎県の島原市沖に浮かぶ島々の総称である。1792年（寛政4年）に起きた火山災害、「島原大変」で生まれた。

## 概要
1792年（寛政4年）4月1日に起きた大地震で、城下町島原の背後にそびえる眉山が崩落、土砂が人家や田畑を飲み込み、有明海に流れ込んだ。そのとき生まれた島々や周辺の小山が九十九島である。現在、周辺には島原温泉を引き込んだ
旅館などがあり、露天風呂などから見る九十九島の景観を売り物にしているところもある。また、島原外港発着のフェリーからも九十九島の景勝を眺めることができる。
西海国立公園の九十九島（くじゅうくしま）としばしば混同されるが、由来も場所も読みも異なる別物である。

## 交通
- 島原鉄道島原船津駅、島原港駅下車